# Tetanorhynchus uruguaiensis
Tetanorhynchus uruguaiensis är en insektsart som beskrevs av Piza Jr. 1977. Tetanorhynchus uruguaiensis ingår i släktet Tetanorhynchus och familjen Proscopiidae. Inga underarter finns listade i Catalogue of Life.